# Asplenium herbwagneri
Asplenium herbwagneri är en svartbräkenväxtart som beskrevs av W. C. Taylor och Mohlenbr. Asplenium herbwagneri ingår i släktet Asplenium och familjen Aspleniaceae. Inga underarter finns listade.